# Lazurit
Lazurit, iz perzijskega lazward, modro, je tektosilikatni mineral s sulfatnimi in kloridnimi ioni in žveplom s kemijsko formulo (Na,Ca)8[(S,Cl,SO4,OH)2|(Al6Si6O24)]. Je feldspatoid in član sodalitske skupine. Kristalizira v kubičnem kristalnem sistemu, vendar so pravilno oblikovani kristali redki. Običajno je masiven in tvori večji del poldragega kamna lapis lazuli.

## Značilnosti
Lazurit je temno modre ali zelenkasto modre barve. Barva je odvisna od prisotnosti anionov S3-. Običajno vsebuje ali ima pridružena zrna pirita. 
Nastal je s kontaktnim metamorfizmom apnenca in je tipično povezan s kalcitom, piritom, diopsidom, humitom, forsteritom, haujnitom in muskovitom.
Drugi modri minerali, kot sta karbonatni azurit in fosfatni azurit, se zlahka zamenjavajo z lazuritom, vendar se s preiskavami tudi zlahka razločijo. Lazurit je bil včasih  soznačnica za azurit.
Lazurit je bil prvič opisan leta 1890 na najdišču v okrožju Sar-e-Sang v Afganistanu. V pokrajini Badahšan v Afganistanu, znani po rudiščih lapis lazuli,  se je kopal več kot 6.000 let. Najmanj od 6. ali 7. stoletja pr. n. št. se je uporabljal kot barvni pigment v slikarstvu in barvilo za tkanine.  Njegova najdišča so tudi ob Bajkalskem jezeru v Sibiriji, na Vezuvu, v Burmi, Kanadi in Združenih državah Amerike. 

## Struktura
Zgleda, da imata lazurit in haujnit  enako strukturo. V obeh dominirajo  sulfatni ioni. Lazurit je pigment, se pravi da je neprozoren, in ima modro barvo črte, zlasti kot komponenta poldragega kamna lapis lazuli. Mnogo haujnitov je prosojnih in imajo belo ali svetlo modro barvo črte. Razlika je morda posledica oksidacijskega stanja, se pravi razmerja med sulfati in  sulfidi.